# Theodor Schindler

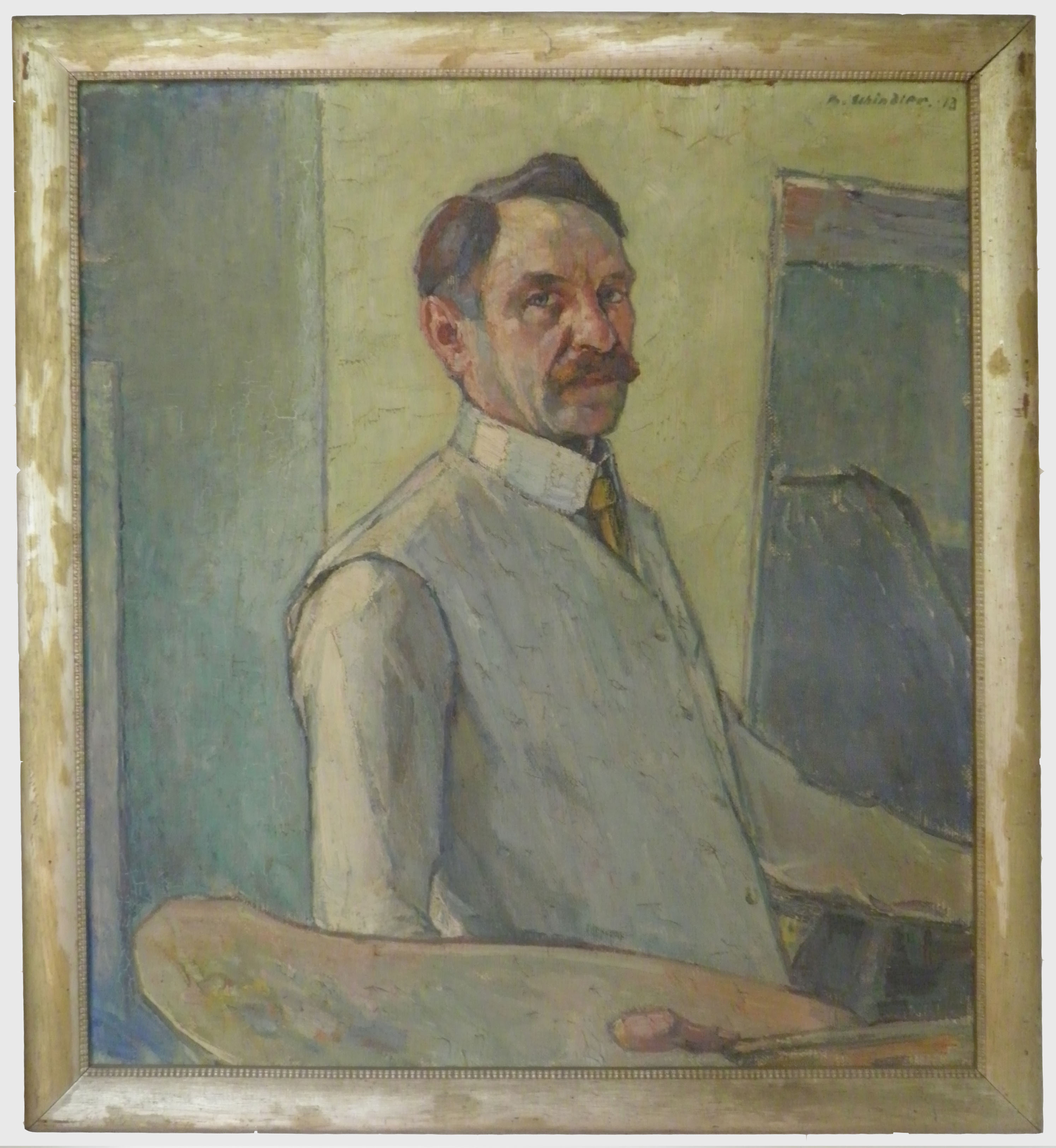
Theodor Schindler, Selbstbildnis, 1913

Theodor Schindler (* 1. April 1870 in Malsch; † 26. Juni 1950 ebenda) war ein Maler und Zeichenlehrer.

## Leben
Schindler wurde 1870 als Sohn der Wirtsleute Schindler in Malsch geboren. Seine Mutter war eine geborene Kastner und ihre Familie besaß schon lange das Wirtshaus zum „Hirsch“ in Malsch. Sein Vater Franz Karl Schindler stammte aus Waldprechtsweier. Er hatte sieben Geschwister, wovon jedoch vier im Säuglingsalter verstarben. Die Familie Kastner war relativ wohlhabend und sammelte Möbel und Bücher. Als Schindler zu zeichnen begann, erkannte seine Mutter sein Talent und förderte ihn nach Kräften. Nach der Schule begann er eine Ausbildung zum Zeichenlehrer an der Kunstgewerbeschule Karlsruhe, die er 1889 abschloss. Im gleichen Jahr verstarb sein Vater.
Als er eine Stelle als Zeichenlehrer antreten sollte, bat er um Freistellung und begann ein Kunststudium an der Großherzoglichen Akademie der Künste in Karlsruhe. Dort studierte er von 1891 bis 1895 unter Ferdinand Keller und Leopold von Kalckreuth.
1895 reiste er nach München um in der privaten Malschule von Professor Fehr und Ludwig Schmid-Reutte sein Talent und seine Technik weiter zu verbessern. Vermutlich in der Münchner Zeit hat er auch das Photographieren gelernt und die Plattenkamera erworben, mit der er besonders die Familienmitglieder und seine spätere Frau Mathilde Göller ablichtete. Die Malschule war angesehen und dementsprechend nicht leicht zu finanzieren, ohne die Unterstützung seiner Familie wäre es nicht gelungen. Schindler war klar, dass er seine Studien nicht zu sehr in die Länge ziehen konnte und Geld verdienen musste. Er kehrte deshalb 1901 München den Rücken und trat eine Stelle als Zeichen-Lehramtskandidat an der Oberrealschule in Heidelberg an.

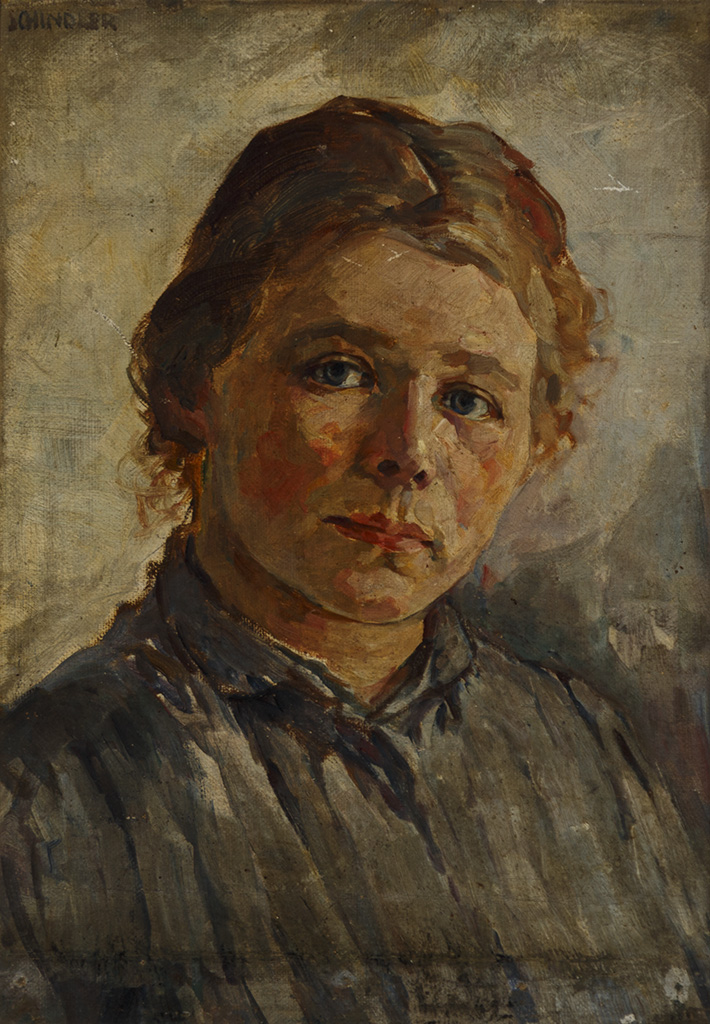
Porträt Mathilde Schindler, ca. 1904

1902 wechselte er nach Mannheim, wo er bis 1913 am Karl-Friedrich-Gymnasium unterrichtete. 1903 heiratete er Mathilde Göller (1878–1944), die Tochter des Malscher Oberlehrers Göller, die er schon lange kannte und die schon vorher in einigen seiner Bilder auftauchte. 1906 kam ihre Tochter Klara zur Welt. Es sollte das einzige Kind bleiben. Im Jahre 1908 verstarb seine Mutter im Alter von 68 Jahren. Bis 1913 wohnte die Familie in Mannheim.
Neben seiner pädagogischen Arbeit widmete er sich weiter der Malerei. Sein Talent fand immer mehr Beachtung und er konnte Kontakte zu Kunstvereinigungen und Galerien knüpfen. 1910 zeigte die angesehene Kunstgalerie von Paul Cassirer in Berlin einige seiner Gemälde. Seine Werke fanden große Beachtung. Sie wurden allgemein als eine Fortsetzung des Stiles von Wilhelm Trübner und Ferdinand Hodler gesehen. Die Münchener Secession zeigte eines seiner Gemälde, ebenso die Kunsthalle in Bremen und der Kunstverein Barmen.
1912 durfte er sich an der viel beachteten Internationalen Kunstausstellung des Sonderbundes westdeutscher Kunstfreunde und Künstler 1912 in Köln mit einem Gemälde beteiligen. Vom Mannheimer Tagblatt wird er als „Mannheims Vertreter der Moderne“ bezeichnet. Er war jetzt 42 Jahre alt und wurde allgemein als ausdrucksstarker Künstler anerkannt. Seine Bilder verkauften sich gut und jeder schien überzeugt, dass er eine glänzende Laufbahn vor sich hatte. Von der Genremalerei wandte er sich vermehrt der Akt und Gestaltmalerei zu, aber seine Leidenschaft galt der Landschaftsmalerei, die jedoch weniger Beachtung fand. So wurden vor allem seine Figurenbilder von den Kunsthallen gezeigt.
1913 wurde er als Vertretung von Gari Melchers an die Großherzoglich-Sächsische Kunstschule Weimar berufen. Er hoffte die Nachfolge von Professor Albin Egger-Lienz anzutreten. 1914 wurde er zum Professor ernannt. Zu seinem Leidwesen galt der Titel jedoch nur für Weimar. Dann brach der Erste Weltkrieg aus. Schindler musste nach Mannheim in den Schuldienst zurückkehren. Der Krieg verhinderte seine weitere Karriere.
Nach Kriegsende stellte er nur noch auf regionalen Ausstellungen in Mannheim, Heidelberg und Karlsruhe aus. Es entstanden zahlreiche Landschaftsbilder von Mannheim und dem Rhein. Der Leiter der Mannheimer Kunsthalle, Dr. Fritz Wichert, hatte ihn schon früher unterstützt, sein Nachfolger Gustav Friedrich Hartlaub, ab 1923 Direktor, hielt ebenfalls große Stücke auf ihn. Seine Bilder wurden auch in der Galerie der Gebrüder Buck und im „Kunsthaus“ von Herbert Tannenbaum gezeigt und verkauften sich gut. Seit dem Ersten Weltkrieg hatte er immer mehr Probleme mit seiner Gesundheit und musste häufig krankgeschrieben werden. 1924 wurde er mit 54 Jahren in den vorzeitigen Ruhestand versetzt.
1925 verließ er Mannheim, kurz bevor Hartlaub die viel beachtete Ausstellung Neue Sachlichkeit zusammenstellte.
Seine Tochter Klara begann ihr Studium an der Kunstakademie Karlsruhe bei Professor Hubbuch. Später wurde sie als Zeichenlehrerin in Moosbach und an der Fichteschule in Karlsruhe tätig.
Theodor Schindler besuchte nun immer öfter seinen Geburtsort Malsch. Seine verstorbene Mutter hatte ihm etwas Geld und Grundbesitz hinterlassen. Schließlich entschloss er sich auf dem geerbten Land, den ehemaligen Wässerwiesen, ein Haus zu errichten. 1932 beauftragte er den Karlsruher Architekten Günthner damit. Sein Wissen um die Bauhauskonzepte flossen in die Planung ein. So finden sich in jedem Zimmer über Eck große Fenster. Die Räume sind um ein zentrales Treppenhaus gruppiert. Das bauhaustypische Flachdach indessen übernahm er nicht.
Die Kunstszene hatte sich seit den 1930er Jahren sehr verändert. Die vor allem jüdischen Galeristen wurden verdrängt oder emigrierten. Schindler, der eigentlich stets nur sein Talent vervollkommnen wollte, sah seine Kunst plötzlich von der Politik vereinnahmt. 1933, nachdem er mit seiner Familie nach Malsch gezogen war, veranstaltete der von den Nationalsozialisten eingesetzte neue Leiter der Kunstschule und Badischen Kunsthalle Hans Adolf Bühler eine Ausstellung unter dem Titel Regierungskunst von 1918 bis 1933. Es war die erste Ausstellung, bei der es um die Diffamierung und Bloßstellung der teilnehmenden Künstler ging. Auch Schindler gehörte zu den Künstlern, die in Karlsruhe angeprangert wurden. Schindler war entsetzt und vermied es bis Kriegsende seine Bilder auszustellen oder öffentlich zu verkaufen. Den Krieg überstand er durch zahlreiche Auftragsmalereien für Malscher Bürger.
1945 kurz vor Kriegsende starb seine Frau Mathilde im Alter von 68 Jahren. 3 Jahre zuvor hatte seine Tochter Klara ihren Studienkollegen Werner Koch geheiratet. Nachdem Koch zum Kriegsdienst eingezogen wurde, wohnte Klara bei ihrem Vater in Malsch. Dort kam auch ihr Sohn Nikolaus (1943) zur Welt. Nach Ende des Zweiten Weltkriegs kehrte Werner Koch vorzeitig aus der Kriegsgefangenschaft zurück. Die junge Familie lebte von da an mit Theodor Schindler unter einem Dach. Zusammen mit seinem Schwiegersohn entstanden zahlreiche Bilder aus der Umgebung von Malsch. 1947 widmet ihm der Badische Kunstverein eine Kollektivausstellung.
Zu seinem 80. Geburtstag erschienen in Mannheim und Karlsruhe in den Zeitungen Gratulationsartikel.
Am 26. Juni 1950 starb Schindler zu Hause.

## Stilrichtung
Anfangs war er der naturalistischen Malerei im Stil Trübners verhaftet. Nach 1910 gab es immer mehr naturalistische Figuren mit starker Konturierung zu biblischen Themen ähnlich dem Symbolismus im Stil von Ferdinand Hodler. Es lassen sich aber auch Einflüsse der französischen Malerei erkennen, z. B. von Cézanne bei der Behandlung der Fläche. In den 20er Jahren setzte er sich mit Expressionismus und Kubismus auseinander. Im Gegensatz zu den Prominenten der Neuen Sachlichkeit hatte Schindler keine politischen Tendenzen. Seine Motive sind zeitlos. Es erfolgte eine Entwicklung vom Naturalismus hin zu einer Kunst, die der Neuen Sachlichkeit näher steht als dem Expressionismus.

## Ausstellungen (Auswahl)
- 1909 Ausstellung bei Cassirer, Berlin
- 1910 Beteiligung an der Frühjahrsausstellung der Münchener Secession
- 1912 Internationale Kunstausstellung des Sonderbundes westdeutscher Kunstfreunde und Künstler 1912, Öl-Gemälde: Frau mit Schale
- 1912 Beteiligung an Ausstellung der „Secession München“, Öl-Gemälde: Ruhender Akt
- 1912 Ausstellung in der Ruhmeshalle, Kunstverein Barmen
- 1912 Ausstellung in der „Modernen Galerie“ von Heinrich Thannhauser, München
- 1913 Kollektivausstellung im Kunstsalon der Gebr. Buck, Mannheim
- 1913 Ausstellung im Kunstverein Leipzig
- 1913 Künstlerbundausstellung, Kunstverein Mannheim
- 1916 Ausstellung Theodor Schindler, Oskar Frenzel und Ernst Müller-Gräfe, Heidelberger Kunstverein
- 1918–1925 Ausstellungen im Kunstverein Mannheim, Kunstverein Karlsruhe und im Kunstsalon Buck, Das Kunsthaus (Dr. Herbert Tannenbaum)
- 1919 Ausstellung Kunsthalle Mannheim
- 1925 Ausstellung der Mannheimer Künstlergruppe 1925 in der Kunsthalle Mannheim
- 1933 Zur-Schau-Stellung bei der diffamierenden Ausstellung Regierungskunst von 1918 bis 1933 in Karlsruhe
- 1947 Ausstellung L. W. Plock, Th. Schindler und Karl Sulzer, Badischer Kunstverein Karlsruhe
- 1951 Gedächtnisausstellung, Kunstverein Mannheim
- 1996 Ausstellung im Rathaus Malsch bei Ettlingen
- 2007 bis 2012 Ausstellung im Schindlerhaus Malsch bei Ettlingen

## Werke (Auswahl)

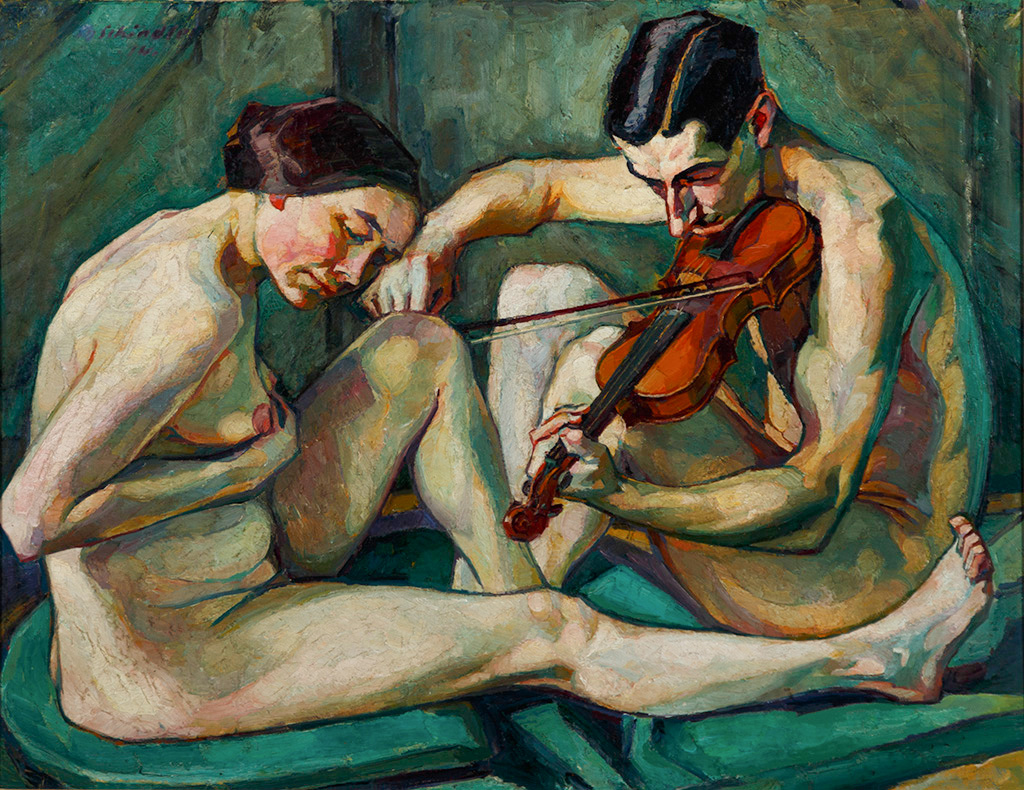
Aktportrait mit nacktem Violinspieler, 1914

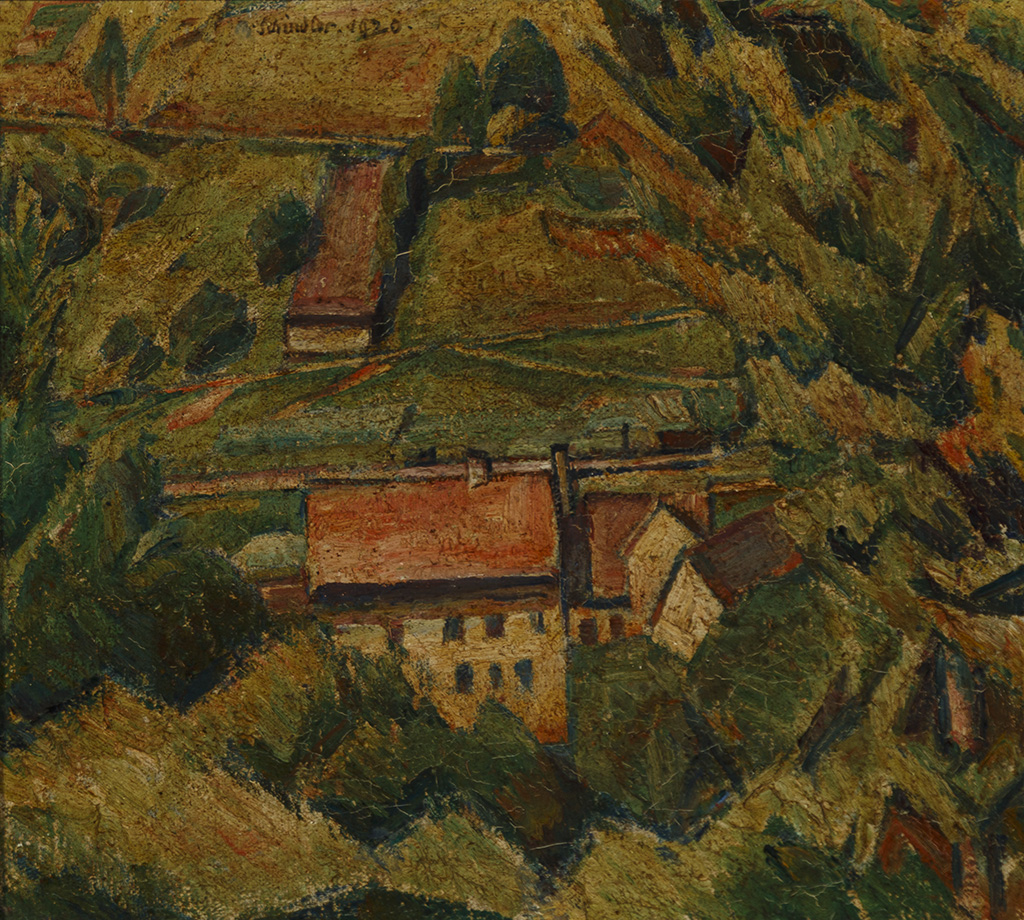
Blick von der Höhe auf Dorf, 1920

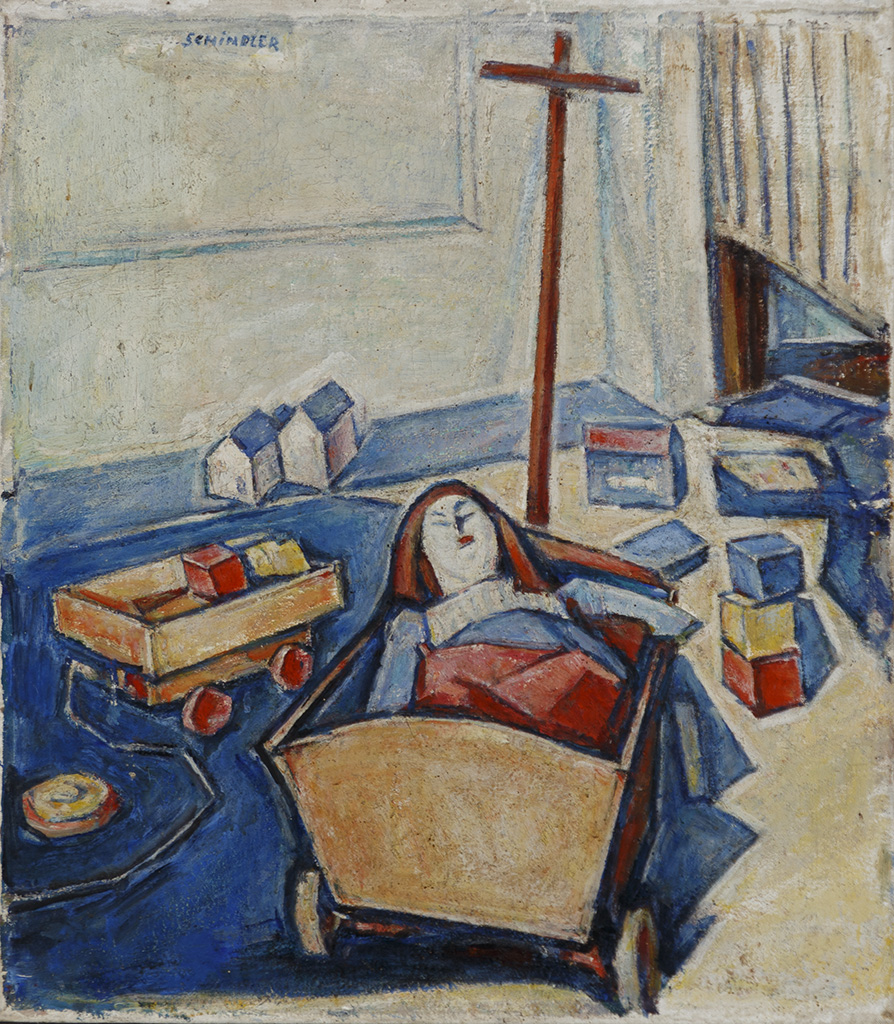
Puppenwagen und Spielzeug, 1947

Gegen 800 Bilder, von denen die Familie Schindlers noch etwa 40 Bilder aus dem Zeitraum 1900 bis 1950 besitzt.
- Art: meist Öl auf Leinwand; auch Zeichnung, Lithografie, Holzschnitt, Aquarell.
- Themen: Figur, Landschaft, Stillleben, Porträt und Akt.

Die meisten seiner verkauften Bilder sind in den Wirren des Zweiten Weltkriegs verloren gegangen oder befinden sich im Privatbesitz. Lediglich in der Kunsthalle Wuppertal (von der Heydt Museum), der Kunsthalle Mannheim und Karlsruhe finden sich einige seiner Werke.
- Bauer in roter Weste, Öl auf Leinwand, 100 × 85 cm, Von der Heydt-Museum Wuppertal
- Bäuerin, 1909, Öl auf Leinwand, 120 × 76 cm, Von der Heydt-Museum Wuppertal
- Bauer im Freien, 1910, Öl auf Leinwand, Kunsthalle Mannheim (Inv. Nr. M309)
- Diesseits, Öl auf Leinwand
- Frühmorgens, Öl auf Leinwand
- Frau mit Schale, 1911, Öl auf Leinwand
- Madonna, 1911, Öl auf Leinwand, 114 × 96 cm
- Profilbild einer sitzenden Frau, 1912, Öl auf Leinwand, 68 × 55 cm, Kunsthalle Karlsruhe (Inv. Nr. 1395)
- Am Rhein, 1912, Tuschzeichnung laviert, Kunsthalle Mannheim (Inv. Nr. G2356)
- Landschaft mit 2 Bäumen (Landhaus), Öl auf textilem Bildträger, Kunsthalle Mannheim (Inv. Nr. M311)
- Rebekka (am Brunnen), 1913, Öl auf Leinwand, 100 × 130 cm
- Der steinige Grund
- Emmaus, 1913, 125 × 105 cm
- Selbstbildnis, 1913, Öl auf Leinwand, 95 × 85 cm
- Sitzender weiblicher Akt, 1913, Öl auf textilem Bildträger, Kunsthalle Mannheim (Inv. Nr. M901)
- Stillleben mit buntem Krug, 1913, Öl auf Sackleinen (Jute), Kunsthalle Mannheim (Inv. Nr. M1502)
- Sommerlandschaft, 1914, Öl auf textilem Bildträger, Kunsthalle Mannheim (Inv. Nr. M369)
- Geiger, 1914, Öl auf Leinwand, 98 × 110 cm
- Mädchen mit den Orangen, 1916, 65 × 76 cm
- Liegende Frau = Ruhendes Mädchen?, 1913, Öl auf Leinwand, 58 × 65 cm
- Gelbes Bäumchen, 1915, Öl auf Leinwand, 58 × 66 cm
- Das graue Haus
- Stadttor, 1919, Kreidezeichnung, Kunsthalle Mannheim (Inv. Nr. G1380)
- Aufblickender Bauer, 1920, Öl auf Leinwand, 90 × 92 cm
- Kopf einer alten Frau, um 1921, Kohlezeichnung, Kunsthalle Mannheim (Inv. Nr. G1648)
- Häuser am Bach, 1925, Öl auf textilem Bildträger, Kunsthalle Mannheim (Inv. Nr. M626)
- Häuser am Bach, 1927, Tuschfeder, Bleistift, schwarze Kreide; 57 × 41,5 cm, Kunsthalle Karlsruhe (Inv. Nr. VIII 2326)
- Steile Gasse, 1927, Tusch- und Kohlezeichnung, Kunsthalle Mannheim (Inv. Nr. G2598)
- Bootsanlegestelle Friedrichsbrücke, 1928, Öl auf textilem Bildträger, Kunsthalle Mannheim (Inv. Nr. M1930)
- Rheinhafen, 1928, Öl auf textilem Bildträger, Kunsthalle Mannheim (Inv. Nr. M693)